# Burgplatz-Passage

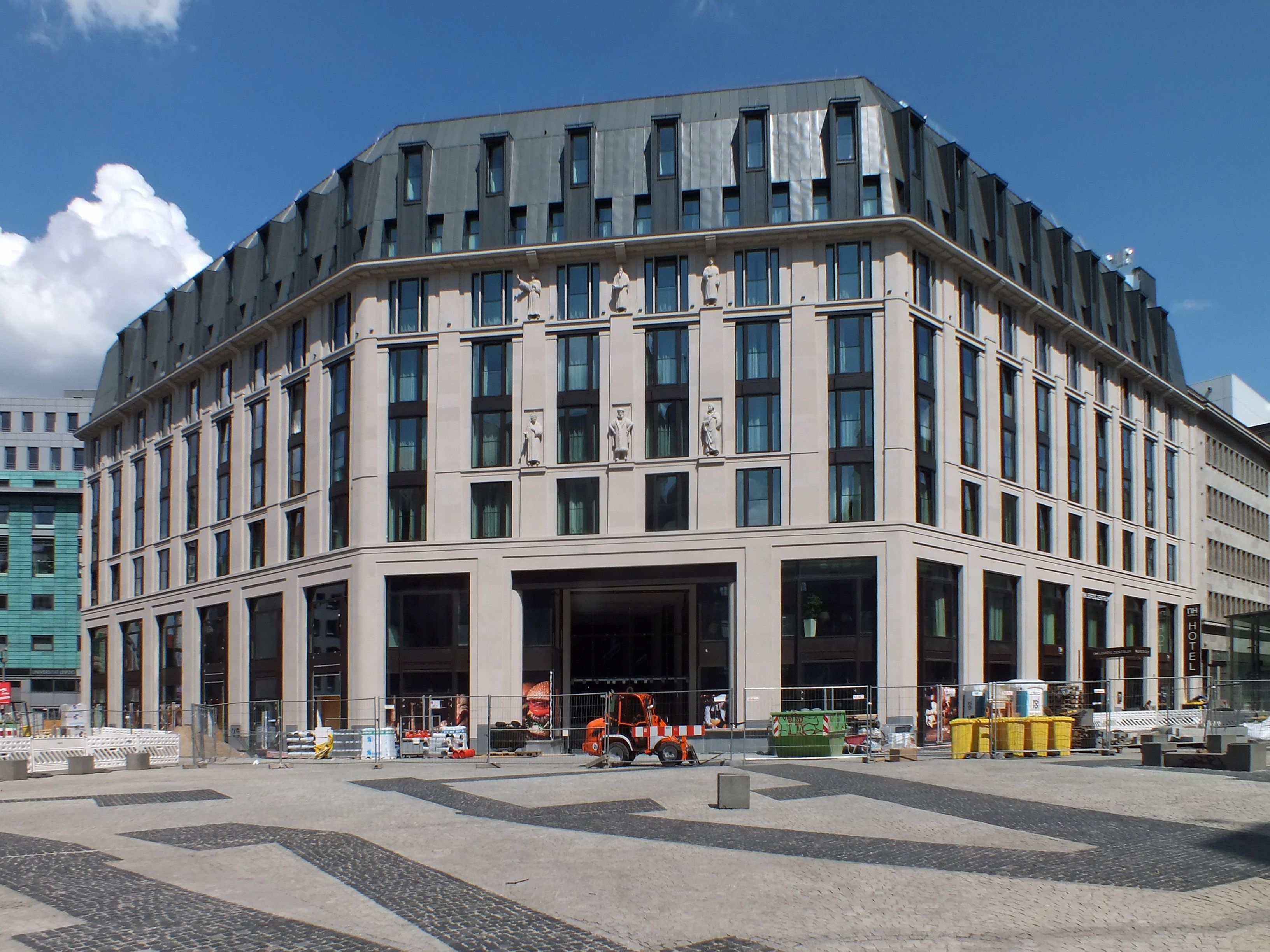
Haus Burgplatz-Passage (2019)

Burgplatz-Passage ist ein Geschäftshaus am Burgplatz in Leipzig. Es entstand in den Jahren von 2017 bis 2019 an der Stelle des über mehr als zwanzig Jahre existierenden „Burgplatzloches“, einer offenen Baugrube. Es beinhaltet neben Einzelhandel und Gastronomie im Wesentlichen ein Hotel und bietet einen Durchgang zum Petersbogen.

## Geschichte

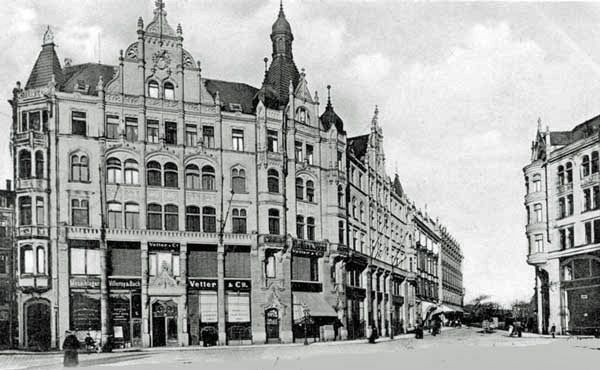
Vorgängerbau: Hirzelhaus (1920)

Nachdem 1897 die Leipziger Pleißenburg für den Bau des Neuen Rathauses abgebrochen worden war, entstand auf Teilen des Burgareals als jüngster Platz der Innenstadt der Burgplatz. Über den ehemaligen Burggraben verlief nun die Markgrafenstraße. Die freien Ränder des Burgplatzes wurden mit Geschäftshäusern bebaut. An der Ostseite des Platzes und in die Markgrafenstraße reichend war dies das Hirzelhaus, ein Gebäude im Stil der Neorenaissance.

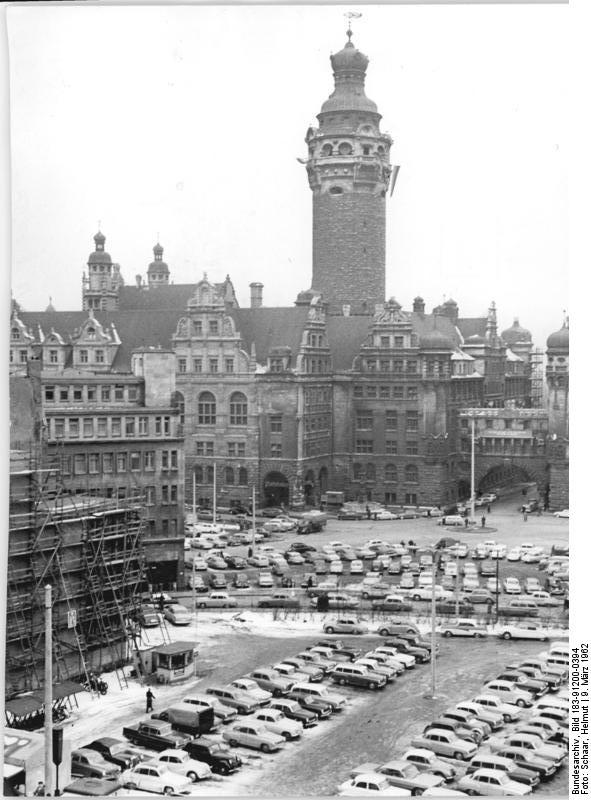
Parkplatz (1962)

Im Zweiten Weltkrieg wurde, abgesehen vom Neuen Rathaus, das bis 1949 wieder hergestellt war, die gesamte Randbebauung des Burgplatzes zerstört, auch das Hirzelhaus. Nach Abräumarbeiten wurde der Burgplatz während der Zeit der DDR als Parkplatz genutzt. Auf der ausgedehnten Kriegslücke, die in östlicher Richtung bis zur Petersstraße reichte, standen auch provisorische Verkaufsbuden.
Nach der Deutschen Wiedervereinigung begann die Umwidmung in einen urbanen Platz, die Randbebauung wurde durch Neubauten wie das Bauwens-Haus und einen Gebäudeteil der Deutschen Bank wieder erstellt, nicht so an der Ostseite des Platzes: Hier sollte nach der Fertigstellung des Petersbogens 2001 in einem zweiten Bauabschnitt ein Hotelbau entstehen und die Passage bis zum Burgplatz geführt werden. 1995 bis 1999 wurde der Burgplatz mit Tiefgarage neu gestaltet und dabei schon die Baugrube für jenen zweiten Bauabschnitt ausgehoben. Aber der Eigentümer baute nicht und ließ Baugenehmigungen verstreichen. Es entstand das über Jahrzehnte bestehende Burgplatzloch. Auch der Grunderwerb des Loches durch den Eigentümer des Petersbogens führte nicht zur Bebauung. Erst als dem Eigentümer die zwangsweise Schließung der Baugrube angedroht wurde, kam es zu einem Besitzerwechsel von Petersbogen samt Baugrube, diesmal mit Bauerfolg.
Beginnend 2017 wurde der frühere Entwurf des Architekturbüros HPP realisiert. Die Fassade gestaltete das Berliner Architekturbüro Christoph Kohl Stadtplaner Architekten CKSA als Sieger aus einem Gestaltungswettbewerb. Ohne vollständig fertige Erdgeschosszone wurde das Gebäude am 20. Juni 2019 offiziell eröffnet.

## Architektur

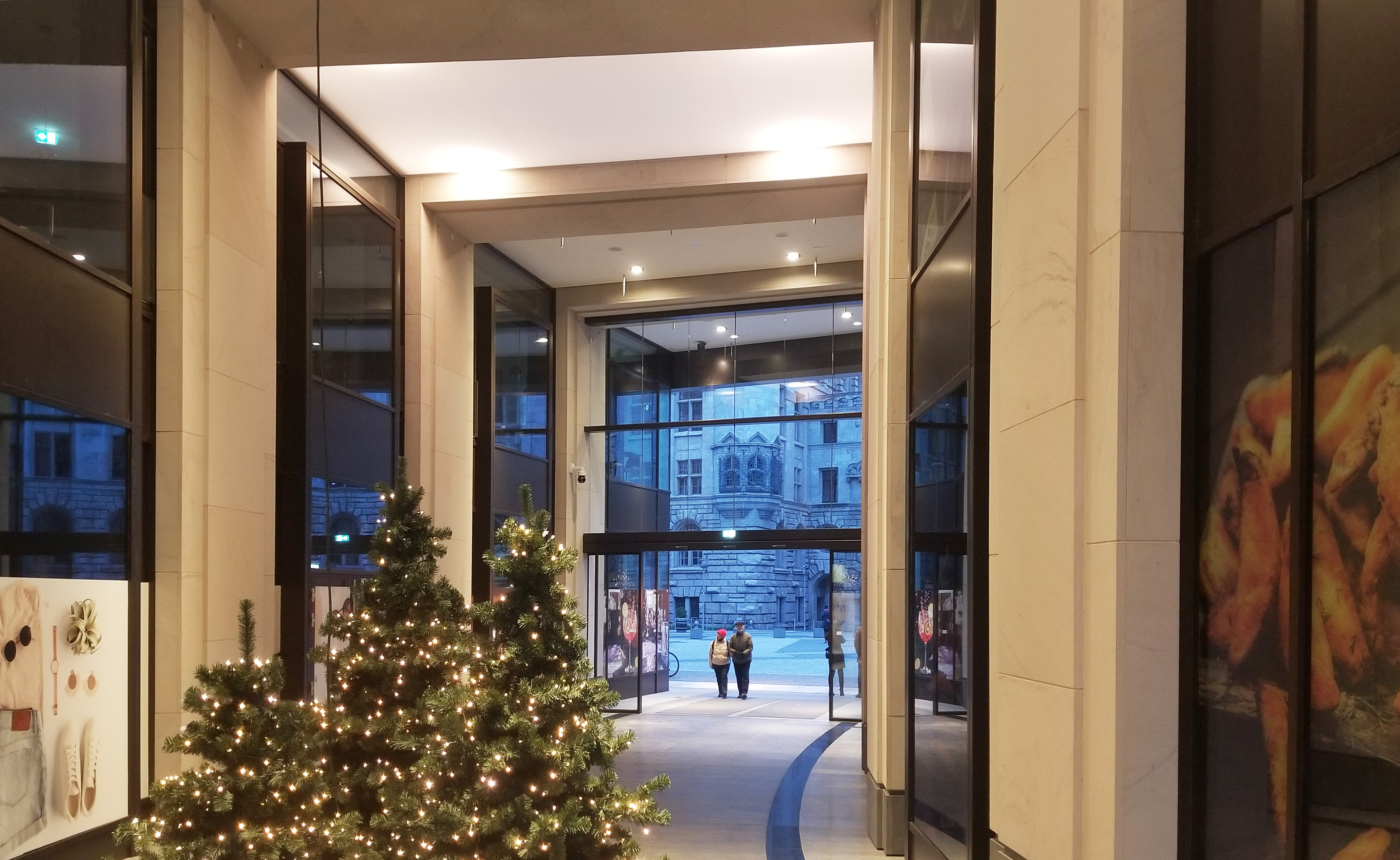
Passage noch ohne Läden (2020)

Das Gebäude mit einer trapezähnlichen Grundfläche weist mit dem Mittelteil seiner Fassade zum Burgplatz, während sich die Seitenteile längs der Burg- und der Markgrafenstraße erstrecken, welche unter einem Winkel von etwa 100° auf den Burgplatz treffen. Die Seitenteile sind jeweils knapp 50 m lang und der Mittelteil 33 m mit je neun beziehungsweise sechs Fensterachsen. Erdgeschoss und erste Etage weisen eine abweichende Achsenteilung auf. In der Markgrafenstraße grenzt das Gebäude an das Merkurhaus.
Die Fassade der sechs Regelgeschosse ist mit Cottaer Sandstein belegt. Über dem weit auskragenden Hauptgesims erhebt sich das steile, mit Blech belegte Mansarddach mit zwei weiteren Geschossen.
Der repräsentative Mittelteil mit dem zweigeschossigen Passageneingang zeigt sechs mannshohe, vom Berliner Bildhauer Andreas Hoferick gestaltete Skulpturen mit Bezug zu der Leipziger Disputation von 1519 in der damals gegenüberliegenden Pleißenburg. In der unteren Reihe
stehen die beiden Disputanten Johannes Eck und Martin Luther sowie der Gastgeber Herzog Georg von Sachsen (von links nach rechts). Unter dem Gesims sieht man die Eröffnungs- bzw. Schlussredner der Disputation Petrus Mosellanus und Johann Langius Lembergius sowie – ohne Bezug zur Disputation, aber auf Wunsch der Schweizer Eigentümer – den französisch-schweizerischen Reformator Johannes Calvin.
Während das Erdgeschoss dem Einzelhandel und der Gastronomie vorbehalten ist, beherbergen die oberen Stockwerke ein Hotel der NH Hotel Group mit 197 Zimmern.